# Центерадзе, Владимир Илларионович
Владимир Илларионович Центерадзе (1905 год, село Натанеби, Озургетский уезд, Кутаисская губерния, Российская империя — неизвестно, село Натанеби, Махарадзевский район, Грузинская ССР) — бригадир колхоза имени Берия Махарадзевского района, Грузинская ССР. Герой Социалистического Труда (1951).

## Биография
Родился в 1905 году в крестьянской семье в селе Натанеби Озургетского уезда (сегодня — Озургетский муниципалитет). Окончил местную сельскую школу. С раннего возраста трудился в сельском хозяйстве. Во время коллективизации вступил в местный колхоз имени Берия (с 1953 года — колхоз имени Ленина) Махарадзевского района, председателем которого был Василий Виссаринович Джабуа.
Трудился рядовым колхозником до призыва в 1941 году в Красную Армию по мобилизации. Участвовал в Великой Отечественной войне. Воевал в составе 790-го стрелкового полка 392-й стрелковой дивизии. После демобилизации возвратился в родное село, где продолжил трудиться рядовым колхозником в колхозе имени Берия Махарадзевского района. С конца 1940-х годов — бригадир чаеводов в этом же колхозе.
В 1950 году бригада под его руководством собрала в среднем с каждого гектара по 8642 килограмма сортового чайного листа с площади 10 гектаров. Указом Президиума Верховного Совета СССР от 23 июля 1951 года удостоен звания Героя Социалистического Труда за «получение в 1950 году высоких урожаев сортового зелёного чайного листа» с вручением ордена Ленина и золотой медали «Серп и Молот» (№ 6107).
Этим же Указом званием Героя Социалистического Труда были награждены труженики колхоза имени Берия, в том числе бригадиры Валерьян Алексеевич Бабилодзе, Дмитрий Несторович Баканидзе, Иван Кириллович Горгиладзе, Касьян Павлович Тавадзе, Пармен Кириллович Тавадзе, Василий Геронтиевич Чавлейшвили, звеньевые Мария Евсихиевна Горгиладзе, Тамара Самсоновна Центерадзе, колхозницы Александра Теопиловна Болквадзе, Александра Самсоновна Гобронидзе.
После выхода на пенсию проживал в родном селе Натанеби Махарадзевского района. Дата смерти не установлена.
Награды
- Герой Социалистического Труда
- Орден Ленина
- Орден Трудового Красного Знамени (21.08.1948)
- Медаль «За трудовую доблесть»
- Медаль «За трудовое отличие»